# Siddhásana

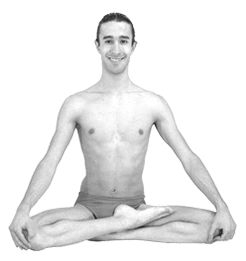
Siddhásana na variação masculina

Siddhásana (em devanágari, सिद्धासन transliteração IAST siddhāsana, Siddha pronúnciaⓘ; lit. O perfeito, aquele que possui os poderes paranormais ) é uma posição sentada do Yôga. Comumente usado para meditação e pránáyáma.

## Execução
Existe uma variação para os homens e outra para as mulheres levando em consideração a polaridade. O calcanhar negativo deve ficar no períneo.
O calcanhar de polaridade negativa para os homens é o esquerdo e para as mulheres o direito 

### Para os homens
Sente-se, estenda a perna direita deixando o pé esquerdo próximo aos quadris. Incline o corpo para trás. Com a ajuda das mãos coloque o calcanhar esquerdo no períneo.

### Para as mulheres
Sente-se, estenda a perna esquerda deixando o pé direito próximo aos quadris. Incline o corpo para trás. Com a ajuda das mãos coloque o calcanhar direito no períneo.
- Estendendo a perna esquerda e colocando o calcanhar no períneo
- Puxando o ouro pé para sobre a coxa

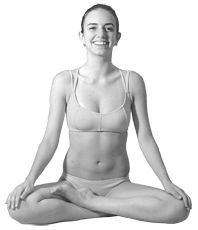
Siddhásana na variação feminina